# Misumenops spinifer
Misumenops spinifer är en spindelart som först beskrevs av Salvador de Toledo Piza Júnior 1937.  Misumenops spinifer ingår i släktet Misumenops och familjen krabbspindlar. Inga underarter finns listade i Catalogue of Life.